# 王福平
王福平（おう ふくへい、ワン・フーピン 1954年9月-）は中華人民共和国の科学者。中国共産党員。1982年1月、ハルビン工業大学応用化学専攻卒業。1992年4月から1993年10月の千葉工業大学客員研究員を経て、1995年ハルビン工業大学副教授に昇格。1998年に教授に昇格、千葉工業大学で博士号を取得。ハルビン工業大学副学長を経て、2007年、南京航空航天大学の学長に就任。2009年10月にハルビン工業大学副学長に復帰。